# Districtul Dibër

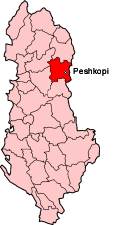
Districtul Dibër în Albania

Dibër (albaneză: Rrethi i Dibrës)) este unul din cele 36 de districte din Albania. Districtul are o suprafață de 761 km², cu o populație de 100.000 de locuitori și capitala la Peshkopi.